# Metodio de Constantinopla

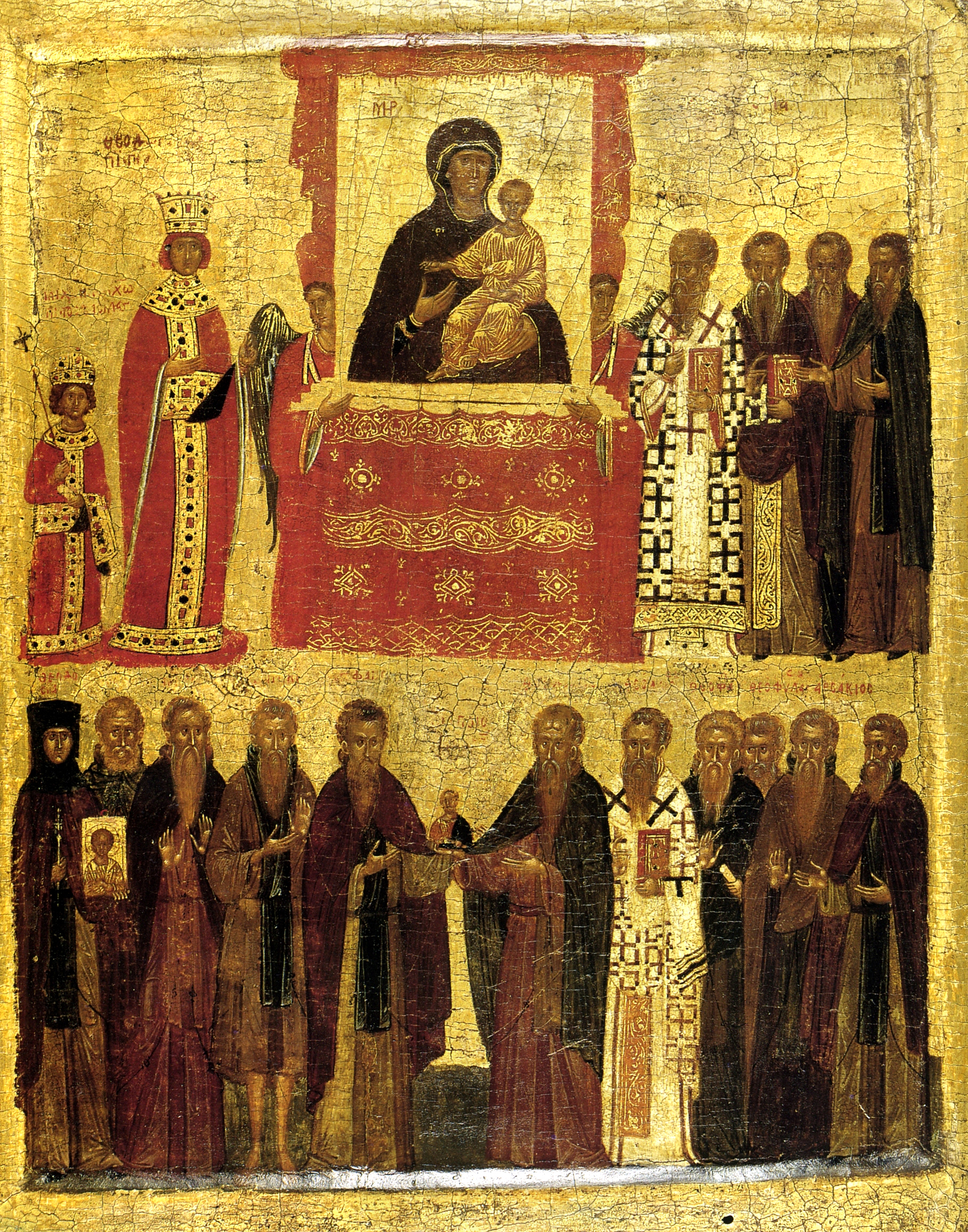
Triunfo de la ortodoxia.
Icono siglos XIV-XV.Museo Británico
Metodio se representa en el registro superior, a la derecha del icono;Teodora y su hijo Miguel, a la izquierda

San Metodio (787, Siracusa-847, Constantinopla), Patriarca de Constantinopla, apellidado el Confesor. Hijo de padres ricos, fue enviado a Constantinopla para su educación y posible ingreso en la corte, pero en vez de eso, entró en el monasterio de Chenolacos, en Bitinia, donde llegó a ser nombrado abad.
Fue perseguido por los iconoclastas y se refugió en Roma, donde se entrevistó con el Papa Pascual I y de donde no volvió hasta la muerte de León V el Armenio. Intentando obtener de Miguel II la vuelta de Nicéforo, fue acusado de colaborar con el general rebelde Tomás el Eslavo y condenado a la pena de azotes y desterrado a la isla de San Andrés, de donde salió por orden de Teófilo, bajo cuya protección colaboró en la Escuela teológica de Bizancio. A la muerte de Teófilo en 842, tuvo que volver al destierro, pero en el 843 la viuda de este, la emperatriz Teodora, lo rehabilitó y le hizo nombrar patriarca, cargo que desempeñó hasta su muerte.
Como santo, su fiesta se celebra el 14 de junio.
| Predecesor: Juan VII el Gramático | Patriarca de Constantinopla 843 – 847 | Sucesor: Ignacio I |